# Kati Winkler
Pour les articles homonymes, voir Winkler.
Kati Winkler, née le 16 janvier 1974 à Karl-Marx-Stadt, est une ancienne patineuse artistique allemande.

## Biographie

### Carrière sportive
Kati Winkler concourait en danse sur glace avec René Lohse. Ils ont gagné la médaille de bronze aux championnats du monde de 2004 ce qui fut le plus grand succès allemand dans cette discipline depuis 1973 et le succès de Angelika Buck et Erich Buck. Ils ont également été les premiers Allemands à se qualifier en danse sur glace pour la finale du Grand Prix ISU. En 2005, ils y terminèrent cinquième. Également qualifiés en 2003, ils durent déclarer forfait pour cause de maladie.
Kati Winkler et René Lohse ont commencé leur carrière en danse sur glace en 1987 à Berlin-Est et ont été entrainés jusqu'en 1996 par Knut Schubert. Puis ils sont partis s'entraîner à Oberstdorf en Bavière sous la direction de Martin Skotnicky. Ils ont été les derniers champions d'Allemagne de l'Est. Ils ont arrêté leur carrière amateur en 2004 après les championnats du monde.

### Reconversion
Kati Winkler et René Lohse participent à des galas.

### Famille
Kati Winkler est la sœur du patineur Ronny Winkler.

## Palmarès
| Compétition                       | 1990    | 1991    | 1992    | 1993    | 1994    | 1995    | 1996    | 1997    | 1998    | 1999    | 2000    | 2001    | 2002    | 2003    | 2004    |
| Jeux olympiques d'hiver           |         |         |         |         |         |         |         |         | 10e     |         |         |         | 8e      |         |         |
| Championnats du monde             |         |         |         |         |         | 19e     | 13e     | 12e     | 9e      | 7e      | 6e      | 7e      | 7e      | F       | 3e      |
| Championnats d’Europe             |         |         |         | 16e     |         | 15e     | 9e      | F       | 9e      | 6e      | 5e      | 6e      | F       | 5e      | F       |
| Championnats d'Allemagne de l'Est | 1re     |         |         |         |         |         |         |         |         |         |         |         |         |         |         |
| Championnats d'Allemagne          |         |         | 2e      | 2e      | 3e      | 2e      | 1re     | F       | 1re     | 1re     | 1re     | F       | F       | 1re     | 1re     |
| Championnats du monde juniors     |         | 15e     | 8e      |         |         |         |         |         |         |         |         |         |         |         |         |
|                                   |         |         |         |         |         |         |         |         |         |         |         |         |         |         |         |
| Grand Prix ISU                    | 1989/90 | 1990/91 | 1991/92 | 1992/93 | 1993/94 | 1994/95 | 1995/96 | 1996/97 | 1997/98 | 1998/99 | 1999/00 | 2000/01 | 2001/02 | 2002/03 | 2003/04 |
| Finale du Grand Prix              |         |         |         |         |         |         |         |         |         |         |         | 5e      |         |         |         |
| Skate America                     |         |         |         |         |         | 4e      | 7e      | 6e      |         |         | 4e      |         |         |         |         |
| Skate Canada                      |         |         |         |         |         | 7e      | 9e      |         |         |         |         |         |         |         |         |
| Coupe d'Allemagne                 |         |         |         | 7e      | 9e      | 6e      | 6e      | 7e      | 5e      | 3e      | 2e      | 4e      |         | 3e      |         |
| Trophée de France                 |         |         |         |         |         |         |         | 5e      |         |         |         | 3e      |         |         |         |
| Coupe de Russie                   |         |         |         |         |         |         |         |         |         |         |         |         |         | 4e      | 4e      |
| Trophée NHK                       |         |         |         |         |         |         |         |         |         | 4e      |         | 3e      |         | 2e      | 4e      |
| Légende : F= Forfait              |         |         |         |         |         |         |         |         |         |         |         |         |         |         |         |